# 11666 Bracker
11666 Bracker eller 1997 MD8 är en asteroid i huvudbältet som upptäcktes den 29 juni 1997 av Spacewatch vid Kitt Peak-observatoriet. Den är uppkallad efter Steve Bracker.
Asteroiden har en diameter på ungefär 4 kilometer.